# David Liss
Pour les articles homonymes, voir Liss.
David Liss, né le 16 mars 1966 dans le New Jersey, est un écrivain et essayiste américain. Il travaille également comme scénariste dans le monde de la bande dessinée.

## Biographie
Né au New Jersey, il passe son enfance en Floride. Il reçoit son BA à l'université de Syracuse et son MA à l'université d'État de Géorgie. Il devient ensuite un spécialiste de l'histoire de la finance.
Comme écrivain, la plupart de ses œuvres sont des romans policiers historiques se déroulant au XVIIIe siècle à Londres et aux États-Unis. Il obtient le prix Edgar-Allan-Poe, le prix Macavity et le prix Barry du meilleur premier roman avec A Conspiracy of Paper, traduit en français sous le titre Une conspiration de papier.
Il travaille également comme scénariste de comic book.

## Œuvre

### SérieLes Apprentis de la galaxie
1. Les Apprentis de la galaxie, Milan, 2018 ((en) Randoms, 2015), trad. Samuel Loussouarn
2. Les Rebelles de la galaxie, Milan, 2019 ((en) Rebels, 2016), trad. Samuel Loussouarn
3. (en) Renegades, 2017

### Romans indépendants
- Une conspiration de papier, Jean-Claude Lattès, 2001 ((en) A Conspiracy of Paper, 2000), trad. Dominique DefertRéédition, 10/18, coll. « Grands détectives » no 3685, 2004 ; réédition, Librairie des Champs-Élysées, coll. « Labyrinthes » no 198, 2012
- Le Marchand de café, Jean-Claude Lattès, 2005 ((en) The Coffee Trader, 2003), trad. Dominique Defert,Réédition, 10/18, coll. « Grands détectives » no 3966, 2007
- (en) A Spectacle of Corruption, 2004
- L'Assassin éthique, Jean-Claude Lattès, 2011 ((en) The Ethical Assassin, 2006), trad. Nicolas Thiberville
- (en) The Whiskey Rebels, 2008
- (en) The Devil's Company, 2009
- (en) The Twelfth Enchantment, 2011
- (en) The Day of Atonement, 2014
- (en) Spider-Man: Hostile Takeover, 2018

### Nouvelles
- (en) The Double Dealer, 2006
- (en) What Maisie Knew, 2010
- (en) Watchlist: A Serial Thriller, 2010
- (en) A Bad Season for Necromancy, 2013
- (en) Dead Man's Pecker, 2014

### Bandes dessinées

#### SériePanthère noire
- Black Panther : The Man Without Fear Vol 1 (2011) (dessins de Francesco Francavilla et Jefte Palo) Publié en français sous le titre L'Homme sans peur (Panthère noire, vol. 1), Saint-Laurent-du-Var, Panini Comics, coll. « 100% Marvel », 2012.
- Black Panther : Fear Itself (2012) (dessins de Jefte Palo) Publié en français sous le titre Hell's Kitchen Parano (Panthère noire, vol. 2), Saint-Laurent-du-Var, Panini Comics, coll. « 100% Marvel », 2012.
- Black Panther : The Most Dangerous Man Alive (2012) (dessins de Jefte Palo) Publié en français sous le titre L'Homme le plus dangereux du monde, (Panthère noire, vol. 3), Saint-Laurent-du-Var, Panini Comics, coll. « 100% Marvel », 2013.

#### SérieSpider
- The Spider Volume One (2013)
- The Spider Volume Two (2013)
- The Spider Volume Three (2014)

#### Autres bandes dessinées
- Mystery Men (2012) (dessins de Patrick Zircher) Publié en français sous le titre Mystery Men, Saint-Laurent-du-Var, Panini Comics, coll. « 100% Marvel », 2012.
- Sword of the Apocalypse (2013)
- The Shadow Now (2015)

## Prix et distinctions notables
- Prix Edgar-Allan-Poe 2001 du meilleur premier roman pour A Conspiracy of Paper.
- Prix Macavity 2001 du meilleur premier roman pour A Conspiracy of Paper.
- Prix Barry 2001 du meilleur premier roman pour A Conspiracy of Paper[1].